# NGC 4116
NGC 4116 ist eine aktive Balken-Spiralgalaxie vom Hubble-Typ SBc mit ausgedehnten Sternentstehungsgebieten im Sternbild Jungfrau auf der Ekliptik. Sie ist schätzungsweise 54 Millionen Lichtjahre von der Milchstraße entfernt und hat einen Durchmesser von etwa 65.000 Lichtjahren. Gemeinsam mit NGC 4123 bildet sie das gravitativ gebundene Galaxienpaar KPG 322 und mit PGC 3121899 ein optisches Paar. Weiterhin gilt sie als Mitglied der NGC 4123-Gruppe (LGG 275).
Das Objekt wurde am 6. März 1851 von Bindon Blood Stoney entdeckt.